# Clàssic xinès
Els anomenats Dian Ji o Clàssics xinesos (en xinès 典籍; en pinyin diǎnjí) són una sèrie de texts antics, escrits en xinès clàssic (o literari) abans del període Qin (pels volts de l'any 200 aC). Aquesta denominació es refereix especialment a les obres que formen part del Cànon confucià, és a dir principalment els Cinc clàssics i els Quatre llibres, i en general se les anomena jing ("clàssic").
D'una manera més global, els texts clàssics també comprenen totes aquelles obres erudites sobre diversos temes, escrites en xinès clàssic abans del 1912, quan va desaparèixer la dinastia Qing, darrera dinastia imperial.
Aquestes obres incloen, a més d'altres jing, literatura del tipus shi (obres històriques), zi (obres filosòfiques que pertanyen a altres escoles de pensament que el confucianisme, així com treballs sobre l'agricultura, la medicina, les matemàtiques, l'astronomia, l'endevinació, la crítica d'art, etc.) i ji (obres literàries).
Tots aquests clàssics han forjat la cultura, la filosofia i el pensament religiós de la Xina: a partir de la dinastia Song, l'estudi dels Quatre llibres i dels Cinc clàssics va ser obligatòria per aquells que participaven en els exàmens imperials per tal de ser funcionaris. Des d'aleshores, qualsevol discussió política era plena de referències a aquesta base comuna i no era possible esdevenir lletrat o ni tan sols un oficial militar sense conèixer-los a la perfecció. Igualment, per estudiar els caràcters xinesos, els nens s'aprenien de memòria primer el Clàssic dels tres caràcters i els Cent cognoms familiars, i després els altres clàssics.

## Altres clàssics
A més de l'escola confuciana, cada escola crea les seves pròpies obres de referència.
El Mozi s'atribueix al filòsof del Moïsme.
Els clàssics del taoisme són el Clàssic del Camí i la Virtut (道德經, 道德经, Daodejing), atribuït a Laozi, el Zhuangzi, atribuït al filòsof del mateix nom, i el Veritable Clàssic del Buit Perfecte, atribuït a Lie Yukou. Des del final del Han, cada escola taoista va desenvolupar el seu propi cànon, i van florir el cànon de Shangqing, el cànon de Lingbao, etc. Molts textos importants estan reunits al Cànon taoista, la versió actual del qual data principalment del Ming.
Els clàssics del legalisme són el Guanzi, atribuït per la tradició a Guan Zhong, en realitat, probablement una recopilació dels escrits dels residents de l’Acadèmia Jixia, i el Han Fei, atribuït a Han Fei. El Shen Zi, atribuït a Shen Buhai, s'ha perdut. El Llibre de les Lleis o Fa Jing s'atribueix a Li Kui.
El clàssic dels mil caràcters (千字文qiānzìwén) i el clàssic dels tres caràcters (三字經 / 三字经sānzìjīng) també són obres de referència.

### Els clàssics de l'art militar
L'Art de la Guerra, atribuït a Sunzi, és el primer tractat escrit del món sobre estratègia militar. És un clàssic de la literatura xinesa i també de la literatura mundial.
Les 36 estratagemes, descobertes el 1939, descriuen els trucs i mètodes que es poden utilitzar per vèncer un oponent. Per tant, no és un clàssic com a tal.

### Historiografia clàssica
- Les vint-i-quatre històries són una recopilació de referències autoritàries sobre la història de la Xina.

- Els Annals de Primavera i Tardor detallen la crònica dels regnats dels dotze prínceps de l'estat de Lu, des del -722 fins al -481.

- Els Annals de Primavera i Tardor de Wu i Yue o Wu Yue Chunqiu són una recopilació d'esdeveniments històrics dels estats de Wu i Yue durant el període de Primavera i Tardor, atribuïts a Zhao Ye.

- Els Annals de Primavera i Tardor dels Setze Regnes, o Shiliuguo Chunqiu, una compilació històrica dels Setze Regnes, atribuïda a Cui Hong, i ara perduda.

- Els Annals de primavera i tardor de Lü, o Lüshi Chunqiu (呂氏春秋), van ser escrits sota la direcció de Lü Buwei al voltant del 239 aC.

- El Guoyu o Discursos dels Estats és una recopilació d'esdeveniments històrics dels molts estats durant el període de primavera i tardor.

- Els Annals de Bambú, una crònica des de l'Antiguitat fins al  299 aC, relativa més particularment a l'Estat de Jin des del segle viii, després l'estat de Wei a partir del segle v

- Les Estratègies dels Estats Combatents (Zhan Guo Ce) s'atribueixen a Liu Xiang.

- El Zizhi Tongjian, una crònica de la història xinesa del 403 al 207 aC, s'atribueix a Sima Guang.